# Злокућане (Лесковац)
Злокућане је насељено место града Лесковца у Јабланичком округу. Према попису из 2022. био је 151 становник.
У близини Злокућана на платоу узвишице Градац, археолог Милоје Васић је 1909. године истраживао велико праисторијско насеље. Откривен је материјал из млађег неолита (крај старије фазе винчанске културне групе), енеолита (група Бубањ-Хuум II) и млађег гвозденог доба (Латен). Најбројнији су налази из млађег неолита, нарочито антропоморфне и зооморфне фигурине.

## Положај и тип села
Село је смештено на десној обали Јашуњске реке односно на најнижој дилувијалној тераси која се изнад села благо спушта у правцу северозапада ка Јужној Морави.
Припада селима збијеног типа и типично је друмско насеље, подигнуто са обе стране пута који води из правца села Богојевца за Јашуњу и чувене манастире.

## Хидрографске одлике
Злокућане је окружено воденим токовима. Село је подигнуто на десној обали Јашуњске реке а недалеко од њега ова река утиче у Јужну Мораву.
На „Кусом риду”, брегу који се налази јужно од села, постоји извор са јаким врелом здраве воде. Група домаћинства искористила је овај извор да доведе воду до својих домова. Преостале куће служе се бунарима чија је дубина од 6 до 10 метара а вода здрава и питка.

## Историја
У близини села налази се чувено налазиште на брегу Градац на коме су пронађени трагови који обухватају период од млађег каменог доба па све до пролаза Келта односно Скордиска кроз ове крајеве у III веку пре нове ере. У близини Градца налазило се насеље Ћилер, највероватније предграђе Градца као утврде.
Злокућане као словенско односно српско насеље је старо село. За време владавине Турака овим просторима, у њиховом сумарном попису с почетка XVI века, помиње се као Злокућани. Тада је представљало „тимарско лено уз села Бучје, Грочан и Коколовац”.
После укидања спахијског система Злокућане је подвластио неки Турчин. Оно је као мало село од десетак кућа имало само једног господара. За разлику од њега Јашуња је у то време имала 3-4 господара.
У месту је 1846. године изграђена црква и црквена кућа. У црквеној кући се после отворила народна школа. Ту се учитељу плаћало годишње по ученику по 25 гроша, што би укупно било око 300 гроша. Школа је радила до ослобођења од Турака.

## Демографија
У првом српском попису после ослобођења Злокућане је припало јашуњској општини и имало је десет домаћинстава. Према попису становника из 1953. године у њему је било 44 домаћинстава са 303 становника док се према попису из 1971. број домаћинстава повећао на 56 уз смањење броја становника на 270.
У насељу Злокућане живи 187 пунолетних становника, а просечна старост становништва износи 44,3 година (43,3 код мушкараца и 45,3 код жена). У насељу има 61 домаћинство, а просечан број чланова по домаћинству је 3,56.
Ово насеље је у потпуности насељено Србима (према попису из 2002. године), а у последња три пописа, примећен је пад у броју становника.
|             | \| Демографија[3] \| Демографија[3] \| Демографија[3] \| \| Година \| Становника \| Становника \| \| -------------- \| -------------- \| -------------- \| \| 1948. \| 274 \| \| \| 1953. \| 303 \| \| \| 1961. \| 298 \| \| \| 1971. \| 270 \| \| \| 1981. \| 260 \| \| \| 1991. \| 254 \| 248 \| \| 2002. \| 217 \| 220 \| \| 2011. \| 192 \| \| \| 2022. \| 151 \| \| |            |
| Демографија | |            |
| Година      | Становника | Становника |
| 1948.       | 274 |            |
| 1953.       | 303 |            |
| 1961.       | 298 |            |
| 1971.       | 270 |            |
| 1981.       | 260 |            |
| 1991.       | 254 | 248        |
| 2002.       | 217 | 220        |
| 2011.       | 192 |            |
| 2022.       | 151 |            |

| Етнички састав према попису из 2002.‍ | Етнички састав према попису из 2002.‍ | Етнички састав према попису из 2002.‍ | Етнички састав према попису из 2002.‍ | Етнички састав према попису из 2002.‍ |
| ------------------------------------ | ------------------------------------ | ------------------------------------ | ------------------------------------ | ------------------------------------ |
|                                      |                                      |                                      |                                      |                                      |
| Срби                                 | Срби                                 |                                      | 217                                  | 100,0%                               |
| непознато                            | непознато                            |                                      | 0                                    | 0,0%                                 |

| Година пописа     | 1948. | 1953. | 1961. | 1971. | 1981. | 1991. | 2002. |
| ----------------- | ----- | ----- | ----- | ----- | ----- | ----- | ----- |
| Број домаћинстава | 39    | 44    | 52    | 56    | 56    | 61    | 61    |

| Број чланова      | 1 | 2  | 3  | 4 | 5 | 6 | 7 | 8 | 9 | 10 и више | Просек |
| ----------------- | - | -- | -- | - | - | - | - | - | - | --------- | ------ |
| Број домаћинстава | 7 | 14 | 13 | 9 | 6 | 8 | 3 | 1 | 0 | 0         | 3,56   |

| Пол    | Укупно | Неожењен/Неудата | Ожењен/Удата | Удовац/Удовица | Разведен/Разведена | Непознато |
| ------ | ------ | ---------------- | ------------ | -------------- | ------------------ | --------- |
| Мушки  | 98     | 25               | 61           | 9              | 3                  | 0         |
| Женски | 96     | 11               | 64           | 19             | 2                  | 0         |
| УКУПНО | 194    | 36               | 125          | 28             | 5                  | 0         |

| Пол    | Укупно                    | Пољопривреда, лов и шумарство | Рибарство                            | Вађење руде и камена | Прерађивачка индустрија       |
| ------ | ------------------------- | ----------------------------- | ------------------------------------ | -------------------- | ----------------------------- |
| Мушки  | 57                        | 32                            | 0                                    | 0                    | 8                             |
| Женски | 30                        | 29                            | 0                                    | 0                    | 0                             |
| УКУПНО | 87                        | 61                            | 0                                    | 0                    | 8                             |
| Пол    | Производња и снабдевање   | Грађевинарство                | Трговина                             | Хотели и ресторани   | Саобраћај, складиштење и везе |
| Мушки  | 2                         | 5                             | 2                                    | 0                    | 0                             |
| Женски | 0                         | 0                             | 0                                    | 1                    | 0                             |
| УКУПНО | 2                         | 5                             | 2                                    | 1                    | 0                             |
| Пол    | Финансијско посредовање   | Некретнине                    | Државна управа и одбрана             | Образовање           | Здравствени и социјални рад   |
| Мушки  | 0                         | 0                             | 2                                    | 0                    | 1                             |
| Женски | 0                         | 0                             | 0                                    | 0                    | 0                             |
| УКУПНО | 0                         | 0                             | 2                                    | 0                    | 1                             |
| Пол    | Остале услужне активности | Приватна домаћинства          | Екстериторијалне организације и тела | Непознато            | Непознато                     |
| Мушки  | 0                         | 0                             | 0                                    | 5                    | 5                             |
| Женски | 0                         | 0                             | 0                                    | 0                    | 0                             |
| УКУПНО | 0                         | 0                             | 0                                    | 5                    | 5                             |

## Привреда
Највећи број становника бави се земљорадњом и сточарством. Главне пољопривредне културе на њивама су пшеница и кукуруз. Гаје се још и паприка, кромпир, дуван и винова лоза.

### Саобраћајне везе
Још у доба владавине Римљана поред данашњег Злокућана пролазила је лонгитудинална саобраћајница која је ишла десном обалом Јужне Мораве у правцу од данашњег Ниша ка данашњој Софији и Истанбулу са једне и ка данашњем Солуну са друге стране. У време српске средњовековне државе ова саобраћајница је опустела да би је Турци поново оживели из стратешких и привредних разлога.
Данас кроз Злокућане пролази асфалтни пут који повезује Лесковац и Јашуњу. Овај пут, из правца Лесковца, премошћује Јужну Мораву а затим се испод Градца рачва у два правца. Десни, узводни правац, води за Злокућане и Јашуњу а леви за село Дрћевац. Злокућане је пољским путем повезано са Грајевцем.

## Галерија
- Улаз у село из правца Јашуње
- Асфалтни пут кроз село